# Aroeiras do Itaim
Aroeiras do Itaim är en kommun i Brasilien.   Den ligger i delstaten Piauí, i den östra delen av landet, 1 200 km nordost om huvudstaden Brasília. Antalet invånare är 2 440.
Omgivningarna runt Aroeiras do Itaim är huvudsakligen savann. Runt Aroeiras do Itaim är det glesbefolkat, med 12 invånare per kvadratkilometer.